# 卡斯縣 (北達科他州)
卡斯县（英語：Cass County）是美国北达科他州東南部的一個縣，東鄰明尼蘇達州，面積4,579平方公里。根據2020年美國人口普查，共有人口18萬4,525人，是該州人口最多的縣，占该州人口的近24%。縣治法戈，是该州人口最多的城市。 該縣成立於1872年，縣政府1873年10月27日；縣名紀念西北太平洋鐵路主席喬治·華盛頓·卡斯。